# بردگوری بهمن‌آباد ۶
بردگوری بهمن‌آباد ۶ در شهرستان فارسان، روستای بهمن‌آباد واقع شده و این اثر در تاریخ ۸ خرداد ۱۳۸۰ با شمارهٔ ثبت ۳۸۷۷ به‌عنوان یکی از آثار ملی ایران به ثبت رسیده است.